# Essity
Essity Aktiebolag är ett globalt hygien- och hälsobolag med huvudkontor i Stockholm. Företaget tillverkar bland annat mjukpapper, mensskydd, barnblöjor samt produkter inom inkontinensvård, kompressionsterapi, ortopedi och sårvård.
Essity var till 2017 en del av SCA. Företagets aktier är sedan 2017 börsnoterade på Stockholmsbörsen.
Essity har omkring 36 000 medarbetare och nettoomsättningen 2023 var cirka 147 miljarder kronor. Det största affärsområdet är mjukpapper för konsumenter (Consumer Goods) följt av Professional Hygiene och Health & Medical. Försäljningen är störst i USA, Tyskland, Frankrike, Storbritannien och Mexiko.
I Sverige har Essity produktionsenheter i Lilla Edet (Lilla Edets pappersbruk), Falkenberg (barnblöjor och inkontinensprodukter) och Mölnlycke (tvättlappar). Produktutveckling sker i Göteborg.
Namnet Essity härstammar från de engelska orden essentials (sv. essentiell) och necessities (sv. nödvändigheter).

## Historia och viktiga händelser
Essity noterades den 15 juni 2017 och var tidigare en del av SCA-koncernen.
SCA grundades år 1929 som ett skogsbolag och tog steget in i hygienbranschen vid förvärvet av Mölnlycke år 1975. Mölnlyckes verksamhet sträcker sig tillbaka till 1849.[källa behövs]
Efter 1975 växte hygienverksamheten i SCA genom flera förvärv och man inledde flera samriskföretag med andra hygienbolag.
2001 förvärvades det amerikanska mjukpappersbolaget Encore Paper Company.
Under 2007 förvärvades Procter & Gambles mjukpappersverksamhet i Europa, inklusive varumärken som Tempo, för sammanlagt 512 miljoner Euro.
SCA förvärvade under 2007 sin första minoritetspost i det asiatiska mjukpappersbolaget Vinda.
I juli 2012 slutfördes förvärvet av Georgia Pacifics mjukpappersverksamhet, inklusive varumärket Lotus, för 1,32 miljarder Euro.
Under 2013 blev SCA majoritetsägare i det asiatiska mjukpappersbolaget Vinda efter flera större köp av aktieposter.
I augusti 2015 meddelade SCA att bolaget skulle dela hygien- och skogsindustriverksamheten i två divisioner. Analytiker pekade på att divisionaliseringen var ett första steg mot att dela upp bolaget.
Det amerikanska mjukpappersbolaget Wausau Paper Corp. förvärvades till en summa av 513 miljoner US Dollar under oktober 2015.
I augusti 2016 meddelade SCA att koncernen avsåg föreslå till årsstämman att dela bolaget i två noterade bolag under 2017. Uppdelningen planerades att ske enligt lex ASEA.
I december 2016 meddelades att SCA förvärvar det ledande medicintekniska bolaget BSN medical från EQT. BSN medical är specialiserat på kompressionsbehandling, ortopedi och sårvård. Produktportföljen inkluderar varumärken som Jobst, Leukoplast, Cutimed, Delta Cast och Actimove. Köpesumman uppgick till 2 740 miljoner Euro. Affären slutfördes i april 2017.
Den 15 juni 2017 noterades Essity på Nasdaq Stockholm och aktien kunde handlas för första gången.

## Produktion
Essity har 35 produktionsanläggningar för produkter inom Personal Care, 47 produktionsanläggningar inom Consumer Tissue och Professional Hygiene samt 9 stycken konverteringsanläggningar.

### Ett urval av Essitys anläggningar inom mjukpapperproduktion
- Xinhui, Jiangmen, Kina, 440 000 årston
- Mannheim, Tyskland, 283 000 årston
- Menasha, Wisconsin, USA, 211 000 årston
- Hubei, Kina, 240 000 årston
- Barton, Alabama, USA, 180 000 årston
- Allo, Spanien, 140 000 årston
- Mainz-Kostheim, Tyskland, 152 000 årston
- Gien, Frankrike, 145 000 årston
- Lucca, Italien, 120 000 årston
- Ortmann, Pernitz, Österrike, 132 000 årston
- Lilla Edets pappersbruk, Lilla Edet, Sverige, 100 000 årston
- Nokian Paperi, Nokia, Finland, 67 000 årston

## Verksamhet i Ryssland
Våren 2022 gick Essity ut med information om att de inom två veckor skulle lämna Ryssland på grund av kriget i Ukraina. Ännu i juni 2023 var produktionen igång. Istället hade de enligt årsredovisningen ökat sin försäljning i Ryssland. Den 10 juni 2023 rapporterades att Essity säljer sin verksamhet i Ryssland till följd av att de svartlistats av ett projekt som leds av Kiev School of Economics.

## Verkställande direktör
- Ulrika Kolsrud 2025 - [13]

## Hållbarhet
Essity har, sedan december 2018, fått sina utsläppsmål godkända av Science-Based Targets. Sciene-Based Targets är ett gemensamt initiativ av CDP, UN Global Compact (UNGC), The World Resources Institute (WRI) och Världsnaturfonden (WWF).
Essity har kvalificerat sig för inkludering i både Dow Jones Sustainability World Index och Dow Jones Sustainability Europa Index, och har också blivit utnämnd till branschledande inom hushållssektorn.

## Konkurrenter
Essity räknas som ett av Sveriges 10 största bolag och konkurrerar bland annat med Unicharm, Kimberly-Clark och Procter & Gamble.